# Campylidium squarrosobyssoides
Campylidium squarrosobyssoides là một loài Rêu trong họ Amblystegiaceae. Loài này được (Müll. Hal.) Ochyra mô tả khoa học đầu tiên năm 2003.